# Autoroute A 68
Die Autoroute A 68, auch als Autoroute du Pastel bezeichnet, ist eine französische Autobahn mit Beginn in Toulouse und dem Ende in Marssac-sur-Tarn. Sie hat eine Länge von insgesamt 62 km. In Marssac schließt die Rocade d’Albi an, eine Schnellstraße die Albi erst südlich, dann östlich umläuft. Von Garidech bis Albi ist die A68 mautfrei.

## Geschichte
- 18. Februar 1992: Eröffnung Montastruc – Gémil (Abfahrt 3 – 4)
- ?. November 1992: Eröffnung Gémil – Gaillac (Abfahrt 4 – 9)
- 3. September 1993: Eröffnung Toulouse – Montastruc (A 62 – Abfahrt 3)
- ?. ? 1997: Eröffnung Gaillac – Marssac (Abfahrt 9 – 11)

## Größere Städte an der Autobahn
- Toulouse
- Albi